# 武藤カズキ
武藤 カズキ（むとう カズキ）は、和月伸宏（ストーリー協力 - 黒崎薫）による漫画作品及びそれを原作とするアニメ『武装錬金』に登場する架空の人物。アニメでの声優は福山潤。

## 人物
本作の主人公。私立銀成学園高校2年B組の男子生徒。17歳。1986年12月1日生まれ。身長170cm、体重59kg。血液型O型。一人称は「俺」。ツンツン頭でかなりの熱血漢・正義漢で情に厚く、嘘や弱い者いじめなどの曲がった事を嫌い、人から好かれやすい明るく朗らかな性格の少年。いわゆる「天然ボケ」で後先を考えない一面もあり、周囲の失笑（もしくはツッコミ）を買うこともしばしばであるが、「四バカ」の一人としてクラス内ではムードメーカー的な存在である。周囲からの信頼も厚く、2-Bの学級委員を務める。青汁が好物。「○○の達人」を自称し数々の特技を持つと言うが、似顔絵では絵そのものは上手いものの『ジョジョの奇妙な冒険』タッチ（岸辺露伴のファンという設定もあり）であったり少々疑わしい。お人好しな為、パピヨンから「偽善者」と言われるほど誰かを守るために自分を投げ出す勇猛果敢さを持ち、たとえそれが敵であろうとも情けをかけ、時に自らの命を賭けて救おうともする。とはいえ、元はごく普通に暮らす高校生の少年であり、守るべき日常から離れた孤独な戦いにおいては弱さと脆さを見せることもある。ある夜、ホムンクルス・巳田から少女・津村斗貴子を庇って殺されたが彼女から貰った核鉄を心臓の代わりにして生き返る。翌日に斗貴子と再会して彼女から「妹と一緒に帰りなさい」と言われるが妹・まひろを寄宿舎に送り届けて「俺が闘わなければ尚更まひろや六舛達が危ない」と戦士見習いとなった。L.X.E.アジトにおける合言葉の際は仮面ライダーZXの変身ポーズを披露。原作一話でも披露している。
見習いの錬金戦団の戦士としてキャプテンブラボーに教えを受け、次第に戦士としての才能を開花させながらLXEと戦う。斗貴子から貰って心臓代わりになった核鉄が黒の核鉄だった為に「ヴィクター」と呼ばれる第三の存在に覚醒する。第三の存在化すれば人間の時より力も速さも上がる。覚醒直後は暴走するも、斗貴子の呼びかけに応えて心を取り戻した。その後は錬金戦団に半ば裏切りに近い形で、人類の敵「ヴィクターIII（スリー）」と呼ばれて命を狙われることになる。『ファイナル』にて「白い核鉄」を使ってヴィクターを人間に戻す計画が失敗したことから、皆を守るためにヴィクターを道連れに月へ飛んだ。そこでヴィクターと未来永劫、命が尽きるまで勝者のいない死闘を続けるつもりであったが、既に人間の心を取り戻していたヴィクターと仲間達の助力で斗貴子と再会し、パピヨンの作った白い核鉄で無事に人間に戻ることに成功した。そしてパピヨンとも殺さない形で自分なりに決着をつけ、全ての戦いが終わった後に斗貴子と周りも羨むほどの恋人同士となり（恋人同士となって以後も斗貴子のことは「さん」付けで呼んでいる）、まひろや岡倉達親友の待つ日常へと戻っていった。斗貴子とは将来結婚することになる（『ピリオド』の表紙で結婚式が描かれている他、『武装錬金//』では幼い頃の斗貴子の未来としてその姿が登場している）。『アフター』にてパピヨンの監修によって、ロッテリや（アニメではウマカバーガー）のマスコットフィギュア第二弾の内の1つ「ライバル・偽善くん」としてフィギュア化されている。人気投票での順位は2位。

## 武装錬金
「サンライトハート」突撃槍（ランス）/LXX (70) = III (3) /アナザータイプXLIV (44)
特性は闘争本能に呼応しての飾り布のエネルギー化（そのエネルギー量は使用者の闘争本能の昂ぶりに比例する）。エネルギーの色は山吹色（サンライトイエロー）であり、武装錬金の名前もこれに由来する（命名者は斗貴子）。カズキの心臓を兼ねているのでサンライトハートへのダメージはカズキの生命に直接響く。また、完全破壊･長期間の離別で死亡するとされている。外側のアーマー部と内部の芯部分は分離可能で、芯部分だけでも武器として使用できる。
元になるシリアルナンバーLXX（70）の核鉄は、黒い核鉄とされたIII（3）を封印するためのダミーだった（本物はDr.バタフライが所持しており、後に早坂桜花の手に渡る）。
アナザータイプは斗貴子の核鉄を発動させたものであり、従来より一回り小さくなっていて、細部も異なっている（カズキはこの時自身の核鉄とダブルで発動させているため、二刀流の剣のようにも見える）。
デザインはデザイナー・神宮司訓之によるもの。モチーフは龍（初期設定では「ドラゴンヘッド」という、穂先に龍の頭の意匠があるデザインだった。現在でも最低限の龍の意匠は残されている。）とゲッターロボ。原作1話でのみ、擬人的な表現が見られる。
作者がカズキの武器に槍を選んだのは映画『ロック・ユー!（原題 A Knight's Tale）』の影響である。
「サンライトハート改（プラス）」突撃槍（ランス）/黒い核鉄III (3)
ヴィクター化したカズキの影響を受け、形状と特性が変化したサンライトハート。小型化して取り回しやすくなった（槍先を閉じた形態はどちらかと言うと剣に酷似しており、基本は突撃槍だが剣の能力も得たと言える）と同時に、新たな特性として創造者の意思に応じてエネルギーが発動、槍先を分解し、槍先のサイズを自由自在に変化させることが可能となった。そのため機動力が大幅に向上し、旧サンライトハートの弱点であった接近戦にも対応できるなど、戦闘のバリエーションが非常に豊富となっている。エネルギーは創造者の体内で常時蓄積されている生命エネルギーそのものであり、ヴィクター化した際は周りの生命エネルギーを取り込んで使えるので、その出力はヴィクター諸共地球から月まで飛んでいけるほど絶大なものになる（カズキ自身もこの力を危惧していたため、ヴィクター戦で一度きりしか使わなかった）。旧サンライトハートと同様、刀身と柄が分離可能である。石突（槍の尻の部分）は旧サンライトハートの穂先部分と同じ形状になっており、さらに石突の方からもエネルギー放出が可能。ちなみに「武装錬金の完全破壊（または長時間の離別）」はカズキに死をもたらすが、石突のみの状態でも生存は可能である。
アニメ版では、エネルギーの斬撃を飛ばす能力を備えている。
文庫版で描き下ろされた「アフターアフター」ではカズキのヴィクター化が完全に収まったと思われ、サンライトハート改も元のサンライトハートに戻っている。